# Дого (Шимане)
Дого (на японски: 島後, по английската Система на Хепбърн Dōgo) е най-големият остров от групата на Оки намираща се в Японско море. Островът се намира на север от полуостров Шимане, префектура Шимане. Най-големият град е Окиношима.